# Brandon Taylor
Pour les articles homonymes, voir Brandon Taylor (homonymie).
Brandon Taylor (né le 24 juin 1998) est un athlète américain, spécialiste du sprint.
Le 22 avril 2016, il porte son record personnel sur 100 m à 10 s 26 au Crump Stadium de Houston. En juillet 2016, il remporte le titre du relais 4 x 100 m lors des Championnats du monde juniors d'athlétisme 2016 avec ses coéquipiers Michael Norman Jr., Hakim Montgomery et Noah Lyles.